# Rhodiola lobulata
Rhodiola lobulata är en fetbladsväxtart som först beskrevs av Singh och Bhattacharyya, och fick sitt nu gällande namn av Hideaki Ohba. Rhodiola lobulata ingår i släktet rosenrötter, och familjen fetbladsväxter. Inga underarter finns listade i Catalogue of Life.